# Pedro Boscardin Dias
Pedro Boscardin Dias (* 28. Januar 2003 in Joinville) ist ein brasilianischer Tennisspieler.

## Karriere
Boscardin Dias spielte bis 2021 auf der ITF Junior Tour. In der Jugend-Rangliste erreichte er mit Rang 6 seine höchste Notierung im März 2021. Erfolge hatte er vor allem auf in der zweithöchsten Turnierkategorie, wo er im Einzel drei Endspiele erreichte. Sein bestes Ergebnis bei Grand-Slam-Turnieren war das Achtelfinale 2021 bei den French Open und in Wimbledon.
Bei den Profis spielte Boscardin Dias sein erstes Turnier schon 2018, ein Jahr später konnte er sich im Doppel das erste Mal in der Weltrangliste platzieren. 2021 gewann der Brasilianer im Einzel und Doppel jeweils den ersten Titel auf der drittklassigen ITF Future Tour. Sein erstes vollständige Profijahr schloss er im Einzel und Doppel in den Top 800 ab. 2022 gewann er jeweils seinen zweiten Titel, er trat ab Mitte des Jahres allerdings hauptsächlich in der Qualifikation zu Challenger-Turnieren an. In Salvador gelang erstmals der Schritt ins Hauptfeld, wo er nach zwei Siegen erst im Viertelfinale ausschied. Direkt beim darauf folgenden Challenger-Turnier in Coquimbo zog er in sein erstes Finale ein, wo er Facundo Díaz Acosta unterlag. In der Rangliste schloss er so in die Top 350. Dank eines weiteren Viertelfinalseinzugs in San Benedetto erreichte er sein Karrierehoch von Platz 293. Bis Jahresende verlor er 50 Plätze. Im Doppel stand er 2022 noch außerhalb der Top 500, nachdem er einmal ein Challenger-Halbfinale, ebenfalls in San Benedetto, erreicht hatte. Das beste Ergebnis auf der Challenger Tour erzielte Boscardin Dias ebenfalls im Doppel, als er mit João Lucas Reis da Silva das Turnier in Santiago de Chile für sich entschied. Darauf folgend platzierte er sich erstmals in den Top 400 des Doppels.

## Erfolge
| Legende (Anzahl der Siege) |
| Grand Slam                 |
| ATP Finals                 |
| ATP Tour Masters 1000      |
| ATP Tour 500               |
| ATP Tour 250               |
| ATP Challenger Tour (4)    |

### Doppel

#### Turniersiege
| Nr. | Datum           | Turnier           | Belag | Partner                  | Finalgegner                       | Ergebnis          |
| --- | --------------- | ----------------- | ----- | ------------------------ | --------------------------------- | ----------------- |
| 1.  | 11. März 2023   | Santiago de Chile | Sand  | João Lucas Reis da Silva | Diego Hidalgo Cristian Rodríguez  | 6:4, 3:6, [10:7]  |
| 2.  | 22. April 2023  | Florianópolis     | Sand  | Gustavo Heide            | Christian Oliveira Pedro Sakamoto | 6:2, 7:5          |
| 3.  | 13. August 2023 | Santo Domingo     | Sand  | Gustavo Heide            | Diego Hidalgo Cristian Rodríguez  | 6:4, 7:5          |
| 4.  | 10. Mai 2025    | Santos            | Sand  | Gonzalo Villanueva       | Boris Arias Federico Zeballos     | 6:2, 6:73, [10:7] |